# Popayanita hydrochoa
Popayanita hydrochoa är en fjärilsart som beskrevs av Edward Meyrick 1930. Popayanita hydrochoa ingår i släktet Popayanita och familjen vecklare. Inga underarter finns listade i Catalogue of Life.